# Hercostomus spatiosus
Hercostomus spatiosus är en tvåvingeart som beskrevs av Yang 1996. Hercostomus spatiosus ingår i släktet Hercostomus och familjen styltflugor.
Artens utbredningsområde är Hebei (Kina). Inga underarter finns listade i Catalogue of Life.